# Orchidinae
De Orchidinae vormen een subtribus van de Orchideae, een tribus van de orchideeënfamilie (Orchidaceae)
De tribus omvat een dertigtal geslachten.
Orchidinae worden gekenmerkt door de aanwezigheid van twee wortelknollen. De bloem heeft een gynostemium met één rechtopstaande helmknop, en de pollinia vormen een zachte, kleverige massa, in verschillende zakjes verdeeld.
Orchidinae zijn orchideeën van gematigde streken in het noordelijk halfrond, waaronder Europa, en tropische streken in Afrika en Zuidoost-Azië.

## Taxonomie
- Geslachten:
  - Aceratorchis
  - Amerorchis
  - Amitostigma
  - Anacamptis
  - Aorchis
  - Barlia → Himantoglossum
  - Bartholina
  - Brachycorythis
  - Chamorchis
  - Chondradenia
  - Chusua
  - Coeloglossum → Dactylorhiza
  - Comperia
  - Dactylorhiza (Handekenskruid)
  - Galearis
  - Gymnadenia (Muggenorchis)
  - Hemipilia
  - Himantoglossum
  - Holothrix
  - Neobolusia
  - Neotinea
  - Neottianthe
  - Nigritella → Gymnadenia
  - Ophrys (Spiegelorchis)
  - Orchis
  - Piperia
  - Platanthera (Nachtorchis)
  - Ponerorchis
  - Pseudodiphryllum
  - Pseudorchis
  - Schizochilus
  - Serapias (Tongorchis)
  - Steveniella
  - Symphyosepalum → Neottianthe
  - Traunsteinera